# Bascanichthys scuticaris
Bascanichthys scuticaris is een straalvinnige vissensoort uit de familie van slangalen (Ophichthidae). De wetenschappelijke naam van de soort is voor het eerst geldig gepubliceerd in 1880 door Goode & Bean.